# Relations entre l'Iran et l'Union européenne
Les relations entre l'Iran et l'Union européenne commencent dans les années 1990. À la fin des années 2000, ces relations sont tendues par le différend majeur qui oppose l'UE et l'Iran à propos du Programme nucléaire iranien. L'Iran est soumis par l'Union européenne à une série de sanctions augmentant au fil des années, sous la pression des États-Unis.

## Programme nucléaire

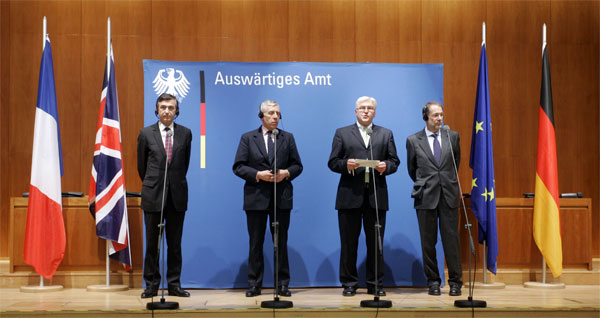
Les ministres des affaires étrangères de la France, de l'Allemagne et du Royaume-Uni avec l'ancien Haut Représentant Javier Solana en 2006.

L'Union européenne (UE), représentée par la France, l'Allemagne, le Royaume-Uni, et le Haut Représentant, a mené des négociations avec l'Iran sur son programme nucléaire. Les États-Unis et l'Europe craignent que l'Iran développe des armes nucléaires en infraction avec le Traité de non-prolifération nucléaire.
Les négociations diplomatiques de l'UE visent à s'assurer que seule une capacité nucléaire civile sera développée. Les États-Unis soutiennent alors les négociations, mais entretiennent une menace d'intervention militaire. L'échec de ces négociations aboutit à la prise de sanctions par le Conseil de sécurité de l'ONU. En 2007, Javier Solana cherche à reprendre les pourparlers avec l'Iran et rencontre Ali Larijani le 25 avril 2007 pour évoquer cette possibilité. Pendant ce temps, les chefs d'État européens imposent à l'Iran des sanctions plus importantes que celles décidées par la Résolution 1737.
Le 23 janvier 2012, le Conseil de l'Union européenne publie un rapport dans lequel il redit son inquiétude quant au développement et à la nature du programme nucléaire iranien. Le Conseil annonce qu'en conséquence, il impose un embargo sur les exportations de pétrole iranien. Il annonce également qu'il gèle les avoirs détenus par la Banque Centrale Iranienne et défend le commerce de métaux précieux et de produits pétrochimiques vers ou depuis l'Iran. L'Union européenne représente 20 % des exportations de pétrole iraniennes, les pays asiatiques comme la Chine et la Corée du Sud étant ses autres principaux clients. Les contrats d'exportation existants seront autorisés à perdurer jusqu'au mois de juillet 2012 .

## Relations économiques

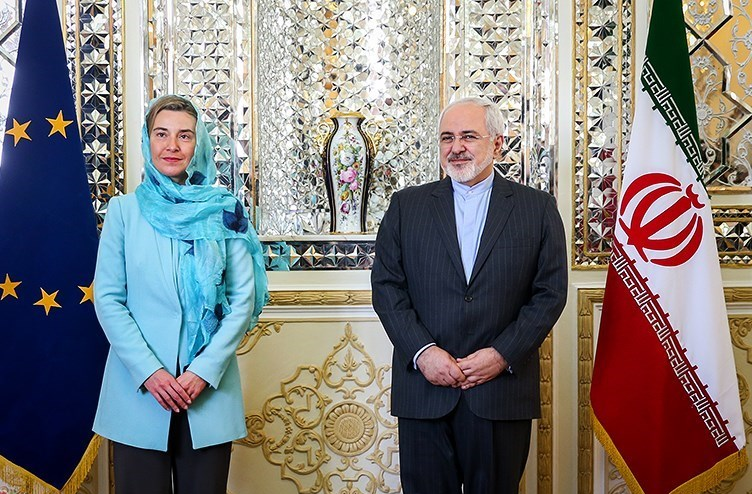
Le ministre iranien des Affaires étrangères, Mohammad Javad Zarif, et la chef de la diplomatie européenne, Federica Mogherini, en 2016..

L'Union Européenne est le premier partenaire commercial de l'Iran. Elle représente le tiers des exportations iraniennes. 90 % de celles-ci sont liées à l'énergie, faisant de l'Iran le sixième plus important fournisseur d'énergie de l'UE. En 2008, les exportations iraniennes vers l'UE s'élevaient à 11,3 milliards d'euros et les importations depuis l'UE s'élevaient à 14,1 milliards d'euros. Ces dernières se composent essentiellement de machines et de transport (54,6 %), de biens manufacturés (16,9 %) et de produits chimiques (12,1 %),.
Ces échanges sont susceptibles de croître, mais restent limités par le désaccord sur le nucléaire, qui a abouti à la suspension en 2005 de l'accord de commerce et de coopération signé en 2002. L'Iran n'étant pas membre de l'OMC, ces échanges sont soumis au droit commun de l'UE.

## Traités bilatéraux entre l'Union et l’Iran
L'Union et l’Iran n'ont conclu aucun traité bilatéral. En revanche, les deux parties sont liées par 31 accords multilatéraux communs.

## Sources

## Compléments